# Édmée Chandon
Édmée Chandon   (11è districte de París, 21 de novembre de 1885 - 14è districte de París, 10 de març de 1944) fou una matemàtica i astrònoma francesa. L'any 1912 es va convertir en la primera astrònoma professional de França; va ser a l'Observatori de París. En aquell moment, l'altra dona admesa en el laboratori, Dorothea Klumpke, només tenia una autorització per utilitzar el material. També va ser la primera doctora en matemàtiques (1930) amb la tesi titulada Recherches sur les marées de la Mer Rouge et du Golfe de Suez, en la qual mostrava que les marees del Mar Roig proporcionen un cas típic d'ona estacionària. L'asteroide (1341) Edmée descobert l'any 1935 per Eugène Delporte va ser nomenat així en el seu honor.